# Ludwig Föppl
Ludwig Föppl (Leipzig, 27 de fevereiro de 1887 — Munique, 23 de maio de 1976) foi um engenheiro alemão.
Filho de August Föppl, foi Privatdozent na Universidade de Würzburg em 1914, e professor na Universidade Técnica de Dresden em 1920. Estabeleceu-se em Munique em 1922, sucedendo seu pai como professor de mecânica técnica na Universidade de Munique.

## Obras
Foi editor das edições posteriores de Vorlesungen über Technische Mechanik de seu pai August Föppl (com Otto Föppl) e coautor de Drang und Zwang.
- com Ernst Mönch: Praktische Spannungsoptik, 3ª Edição, Springer Verlag, 1972
- Elementare Mechanik vom höheren Standpunkt, Oldenbourg, 1959
- com Heinz Neuber: Festigkeitslehre mittels Spannungsoptik, Oldenbourg, 1935
- Die strenge Lösung für die rollende Reibung, Munique, Leibniz-Verlag, 1947
- com Gerhard Sonntag: Tafeln und Tabellen zur Festigkeitslehre, Oldenbourg, 1951